# Diourbelia ambilae
Diourbelia ambilae är en stekelart som beskrevs av Jean Risbec 1960. Diourbelia ambilae ingår i släktet Diourbelia och familjen puppglanssteklar.
Artens utbredningsområde är Madagaskar. Inga underarter finns listade i Catalogue of Life.